# I Don't Want to Grow Up (Descendents)
I Don't Want to Grow Up è il secondo album pubblicato dalla punk band californiana Descendents, edito nel 1985 dalla New Alliance Records

## Registrazione
Milo Aukerman, singer della band, ha rivelato che la band provò poco prima delle registrazioni e, non avendo a disposizione una sala prove, provò nel garage del bassista Tony Lombardo a volume bassissimo e con una batteria per bambini. Questo secondo Aukerman influì molto sul sound del disco, più leggero rispetto all'esordio. In studio a complicare i lavori furono i problemi di alcolismo del produttore David Tarling che aveva lavorato molto con i Black Flag.
Questo costrinse il batterista Bill Stevenson a cimentarsi per la prima volta dietro il mixer. Nonostante le difficoltà sarebbe stato per Stevenson l'inizio di una lunga e proficua carriera da produttore.

## Tracce
1. Descendents – 1:44
2. I Don't Want to Grow Up – 1:21
3. Pervert – 1:47
4. Rockstar – 0:37
5. No FB – 0:36
6. Can't Go Back – 1:44
7. GCF – 2:00
8. My World – 3:29
9. Theme – 2:14
10. Silly Girl – 2:25
11. In Love This Way – 2:32
12. Christmas Vacation – 2:39
13. Good Good Things – 2:22
14. Ace – 3:56

## Formazione
- Milo Aukerman - voce
- Bill Stevenson - batteria
- Ray Cooper - chitarra in tutte le tracce tranne 2, 4, 5
- Frank Navetta - chitarra nelle tracce 2, 4, 5
- Tony Lombardo - basso